# Тартуський собор
Собор Богоматері Тортоса (араб. كاتدرائية طرطوس) — колишній собор періоду хрестоностців у місті Тартус, у Сирії. Нині в будівлі колишнього собору розташовується Національний музей Тартуса.
| Релігія | Це незавершена стаття про релігію. Ви можете допомогти проєкту, виправивши або дописавши її. |